# Epicrates subflavus
Epicrates subflavus је гмизавац из реда Squamata.

## Угроженост
Ова врста се сматра рањивом у погледу угрожености врсте од изумирања.

## Распрострањење
Ареал врсте је ограничен на једну државу. 
Јамајка је једино познато природно станиште врсте.